# Sunday Girl
A Sunday Girl egy dal az amerikai Blondie rockegyüttes 1978-as Parallel Lines albumáról. Ez volt az együttes második angliai listavezető kislemeze a Heart of Glass után (Amerikában nem jelent meg kislemezen). A szerzője Chris Stein gitáros volt. Ez volt a negyedik kislemez amely megjelent a világsikerű Parallel Lines albumukról. A dalnak létezett egy francia nyelvű változata, ez legelőször az angol 12 hüvelykes, valamint a francia és holland 7 hüvelykes kiadás B-oldalán jelent meg. Az együttes 1981-es The Best of Blondie válogatásalbumára Mike Chapman producer készített egy speciális változatot, amelyben egyetlen versszak volt francia nyelven. Ez a kétnyelvű verzió szerepelt a 2002-es Greatest Hits válogatásalbumon.
Ausztráliában egy meglehetősen vitatott kiadásban jelent meg, és a mai napig vitatott kérdés, hogy valóban listavezető volt-e. Legelőször saját jogán jelentették meg, de így megbukott, majd miután a Heart of Glass sikereket ért el, Ausztráliában dupla A-oldalas kislemezen jelentették meg a két dalt. Ez a kiadás ugyan az első lett Ausztráliában, de valószínű, hogy ez a Heart of Glass húzódal érdeme volt.

## Kislemez kiadás

### UK 7" (CHS 2320)
1. Sunday Girl (Chris Stein) – 3:01
2. I Know But I Don't Know (Frank Infante) – 3:53

### UK 12" (CHS 12 2320)
1. Sunday Girl (Chris Stein) – 3:01
2. Sunday Girl (francia verzió) (Chris Stein) – 3:01
3. I Know But I Don't Know (Frank Infante) – 3:53

## Külső hivatkozások
- Dalszöveg
- Videóklip
- Slágerlista alakulása (angolul)

- AllMusic kritika link (angolul)